# Нітс
Нітс, ніт, нід (давньосканд. níð, давньоангл. nīþ, nīð, давньоголланд. nīth) – у германських племенах термін, що означав втрату гідності чи статус лиходія. Затаврована таким чином людина мала назву нітін - nīðing (давньосканд. níðingr/ᚾᛁᚦᛁᚴᛦ, давньоангл. nīðing, nīðgæst, давн. висок. німецьк. nidding). Можливо, однак, що таврування не носило фізичного характеру і було лише формою визначення соціального статусу людини. Споріднені з цим визначенням терміни на сучасній англійській – beneath, сучасній голландській – beneed/beneden, сучасній німецькій – nieder, сучасній данській і шведській – nedre, в сучасній українській – ниций. У середньовічній англійській мові був схожий термін nithe (заздрість), у сучасній голландській і німецькій мовах neid/neidvoll (ненависть, злість, лють, злочинні наміри). Спорідненим є термін ергі, що несе в собі додаткове значення «немужність», «нечоловічність».
Нітс (нід) – концепція, котру ми не розуміємо повною мірою. Імовірно, це міг бути деякий вид магії, або принаймні, форма ритуалізованої образливої лайки. Пам’ятаємо, що репутація була усім для стародавніх скандинавів, тому наклеп був нападом на соціальний статус.
Нітін, нідін (nīðing), niding (множ. nidings) – (язичницьке, архаїчне) підлий злодій, паскудний, мерзенний, огидний. Нещасна, безталанна, неприємна людина, яка дратує. Вигнанець, негідник, боягуз, який порушив кодекс честі. У північній міфології – злостиве створіння, демон, злий дух.
Ґрунтуючись на цьому всьому, можна припустити, що «nidstang» було магічною атакою на соціальне становище. Жителі півночі вірили, що ти існуєш так довго, скільки пам’ятають твою «ettermæle», хоча й незрозуміло, як все це співвідноситься з різноманітними варіантами потойбічного життя. «Ettermæle» перекладається як «післямова, розповіді після», чи іншими словами те, яким тебе згадують.
Плітки й наклеп розцінювались майже як магічна атака на тебе і твою родину, на саме ваше існування, як за життя, так і після смерті. Не дивно, що за подібне могли вбити. Образа, яку залишили без відповіді, руйнувала твою репутацію, наражала на небезпеку потойбічне життя і ганьбила увесь твій клан. Тому кривду не попускали й завжди відповідали на неї вкрай жорстоко (інакше ти зганьбиш себе навіки).
До речі, це було причиною того, що барди відігравали значну соціальну роль у давньоскандинавському суспільстві. Їх ремесло вважалося майже «магічним», своєю поезією вони приносили вічну славу або вічну ганьбу.
Ще одне слушне питання: чи можна було стати niding не зганьбивши себе чи не будучи тим, хто вважається argr? Гідність та мужність/маскулінність були нероздільно пов’язані між собою, відмова від першого, означала неминучу втрату другого. Ергі було найбільш явним, незаперечним і ганебним доказом того, що дехто є níðing. Але існували також поняття без відвертого сексуального значення, такі як griðníðingr, konungsníðingr і т.п., всі вони означали зраду чи ганебні вчинки будь-якого виду. Níð мало безліч додаткових значень.
Згідно з Bleibtreu-Ehrenberg (1978), «nith» не було саме актом наклепу, але по суті вміщало в собі негативні якості, в яких когось звинуватили. Таким чином, «nith» дослівно означає «лихі наміри, недоброзичливість, підступність», а nithing (nidding/neiding на тевтонській) означало навіть не людську істоту, а лихого духа, демона, якого могла викликати людина, використовуючи свою ергі-магію. Оскільки це не була людська істота, вона була нижчою (inferior) (nieder або niedrig на сучасній німецькій) стосовно людей. Така істота (nithing, nīþing) заздрила людським володінням та можливостям, і тому використовувало лиху сейд, воліючи зруйнувати все, що належало людям і було створено ними, навіть знищити увесь людський рід і сам Мідґард.
Згідно з сучасною німецькою мовою, ще одним вужчим значенням nith фактично є Neid (заздрість), в той час, як в сучасній англійській envy (заздрість) походить від латинського invidia. A(r)gr/arg пізніше стало атрибутом nithing, особливо сексуальних збочень, хтивості, слабкості, боягузтва, женоподібності, отруйності, заразності. Саме існування nithing, а також його лихої магії seid(r) вважалось ergi. Близьким поняттям є роздратування/досада (англ. annoyance, нім. Ärgernis), крім того, вже у стародавні часи ergi відсилає нас також і до почуття гніву (англ. anger, нім. Ärger), яке з’являлось у справжніх войовничих чоловіках в присутності nithing. Також вся ситуація і все, що викликало подібні відчуття називалися nithing (Ärger – гнів, досада, прикрість, німецькою мовою; trouble – турботи, клопіт, неприємності, хвилювання, на англійській).
Earg часто перекладають як «боягузливий, слабкий». За визначенням, будь-якого seiðberender (того, хто практикує магію сейд) одразу вважали argr через цей вид магії, до якого ставились з презирством. Люди вірили, що причиною, за якою nīþing, для заподіювання шкоди вдається до підступного чаклунства сейд, замість того, щоб просто напасти з гідною воїна люттю, аби досягнути того ж результату, було те, що він боягузливе і слабке створіння, повна протилежність характеру і поведінці давньоскандинавського воїна.
Нітс (Nith) не означає дослівно безчестя чи наклеп, які насправді позначались як scolding (цікаво, що це слово означає "лайка" в сучасній англійській мові), нітс було підступним і лихим наміром від заздрощів. Нітс не практикували, воно було вродженою рисою. Nithings (дослівно лихі створіння, нелюді, демони з Утґарду) використовували лиху магію сейд, щоб досягти своєї недоброї мети, якої вони не могли досягти іншими шляхами, оскільки були женоподібними й слабкими. Практика сейд має на увазі участь чоловіка у розпусних діях з іншими чоловіками (особливо анальне злягання) і статеві акти з тваринами, з метою отримати силу і владу над життям смертних і невинних. А все це разом називалося ергі – розпуста і неприйнятна поведінка.
Оскільки чаклунство «не було визнане офіційно, воно не могло слугувати всьому клану, а лише здійсненню особистих бажань; жодна добра людина не була захищена від таємного мистецтва чаклунів», і оскільки nīþ означало підступність, також малося на увазі, що níðing – запеклий брехун, клятвопорушник і зрадник, схильний порушувати своє слово і давати брехливі свідчення.
Підступні лиходійства вважалися серйозними злочинами, особливо якщо вони були скоєні приховано і непомітно. Таких злочинців називали nithings, істотами гідними презирства. Їх злочини включали в себе: вбивство, крадіжку, нічний підпал та інші вчинки, які завдавали шкоди роду/клану і порушували порядок, який був під охороною закону (дезертирство з армії, перехід на бік ворога, відмова брати участь в бою на війні та різні збочення).
Той, чию провину було доведено, йменувався níðing, негайно оголошувався поза законом і прирікався на вигнання. «Усім заборонено захищати, надавати притулок чи годувати вигнанця. Він мусить сам шукати прихистку у лісі, подібно до вовка». Але все ж була ще одна сторона перебування поза законом. Людину поза законом не просто виганяли з клану, надалі вона вважалася ворогом усього людства. Таких людей часто називали варгами.
Панувала думка, що níðings можуть повернутися у свої тіла і після смерті, використовуючи магію сейд (seid(r)), тому навіть їхні мертві тіла вважали отруйними та заразними. Смертний вирок виконували здебільшого саджанням на кіл, спалюванням, утопленням (в озерах, річках, болотах) чи навіть все вищеперераховане по черзі, щоб запечатати тіло і не дозволити лихим демонам повернутися після своєї загибелі живими мерцями за допомогою сейд.